# Le Crépuscule (Michel-Ange)
Pour les articles homonymes, voir Le Crépuscule.

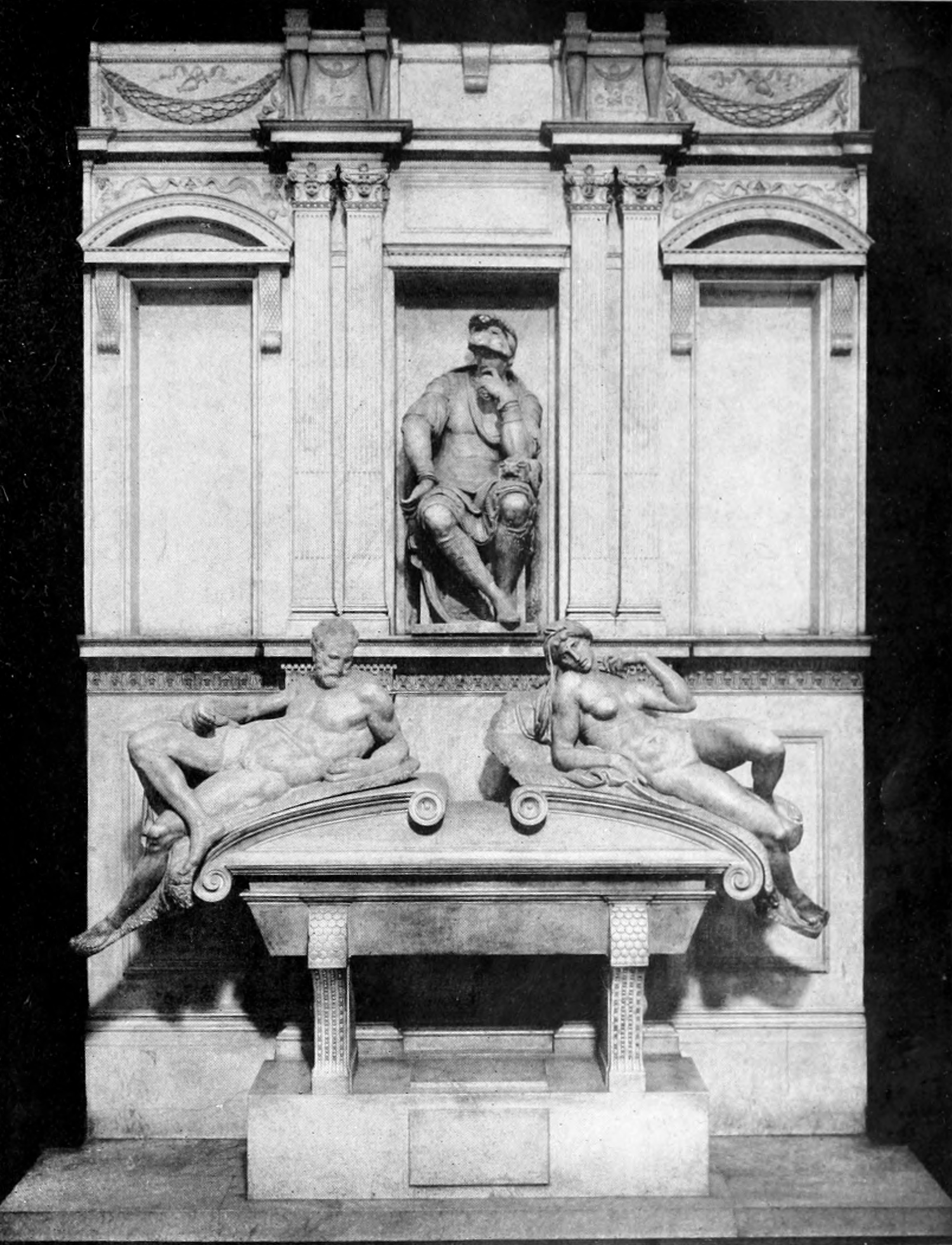
Crépuscule, à gauche, tombeau de Laurent, duc d'Urbin.

Le Crépuscule (Crepuscolo), ou Le Soir, est une  statue en marbre réalisée par Michel-Ange entre 1524 et 1531. Elle fait partie de la décoration de la Sagrestia Nuova, dans la basilique San Lorenzo de Florence. Ses dimensions sont 155 × 170 cm. Il s'agit de l'une des quatre allégories des Parti della Giornata (les Parties du Jour) qui se trouve à gauche sur le sarcophage du tombeau de Laurent II de Médicis, duc d'Urbin.

## Histoire
Le Crépuscule a été réalisé pendant la deuxième phase des travaux, lors de leur reprise en 1524, après l'élection de Clément VII au trône papal. On ne connaît pas la date de conclusion de l'œuvre, à laquelle l'artiste dut mettre substantiellement la main après l'interruption due au siège de Florence en 1531. Cependant elle resta visiblement « inachevée » en 1534, année du départ définitif de Michel-Ange de la ville.

## Description
Le Crépuscule est vu comme une personnification masculine, à moitié étirée et nue, comme les autres statues de la série et conformément au génie italien du Soir. Elle avait peut-être pour modèle les divinités de la montagne et du fleuve sur l'arc de Septime Sévère à Rome. Si son homologue, l'Aurore est en train de se réveiller, le Crépuscule devrait se coucher. Son corps est allongé avec une jambe croisée sur l'autre pour plus de dynamisme, un bras lâchement posé sur la cuisse, tenant un voile qui tombe en arrière, et l'autre pointu, avec le coude plié pour soutenir la silhouette, dont les membres semblent être sur le point de s'installer avec lassitude. Le visage est barbu et regarde pensivement.
Ne convenant pas parfaitement au couvercle du sarcophage, l'allégorie dut être adaptée à son inclination à l'aide d'un peu de matériau de remplissage. 
Elle présente des parties inachevées au niveau des membres et de la tête.

## Analyse
Parmi les différentes lectures iconologiques proposées, la statue était vue comme un emblème du tempérament flegmatique ou de l'élément eau ou encore terre. Il est toutefois très difficile de voir dans cette divinité des éléments ou des tempéraments, comme le font Ernesto Steinmann (1907) ou Erwin Panofsky (1997).